# Мери, Леена
Леена Кристиина Мери (фин. Leena Kristiina Meri; род. 12 апреля 1968, Хельсинки) — финский юрист, политический и государственный деятель. Первый заместитель председателя партии «Истинные финны». Министр юстиции Финляндии с 20 июня 2023 года. Депутат эдускунты с 7 мая 2015 года.

## Биография
Родилась 12 апреля 1968 года в Хельсинки, где провела детство и юность.
В 1987 году окончила школу совместного обучения Тёёле (TYK) в Хельсинки. В 2000 году получила степень магистра права в Университете Хельсинки. Защитила диссертацию на тему «Наследственное планирование и новая семья» (Jäämistösuunnittelu ja uusperhe).
В 2000 году работала помощницей юриста в юридической фирме. В 2001—2003 годах — инспектор магистрата (ЗАГС) в Вантаа, в 2002—2003 годах — нотариус окружного суда Рийхимяки. В 2003 году получила звание вице-судья (varatuomari, звание, присваиваемое юристу, прошедшему судейскую практику в суде первой инстанции Финляндии).
В 2004 году — секретарь Страхового суда, в 2004—2005 годах — фискал Апелляционного суда Хельсинки, в 2005—2007 годах — предприниматель в собственной юридической фирме, в 2006 году — инспектор магистрата (ЗАГС) в Хювинкяа. В 2007—2015 годах — чиновник-регистратор, государственный нотариус, нотариус при торговой сделке с недвижимостью, бракосочетатель (уполномоченная для регистрации браков) магистрата (ЗАГС) области Восточная Уусимаа.

## Политическая карьера
По результатам муниципальных выборов 2012 года набрала 414 голосов и избрана депутатом городского совета Хювинкяа (с 2013 года). В 2013—2015 годах была председателем фракции. По результатам муниципальных выборов 2017 года набрала 939 голосов и переизбрана. В 2013—2023 годах была членом и заместителем председателя городского управления.
Баллотировалась на парламентских выборах 2015 года в округе Уусимаа, получила 2493 голоса, но не была избрана. 7 мая 2015 года получила мандат депутата эдускунты, сменив Пиркко Руохонен-Лернер, ставшую депутатом Европейского парламента. В 2015—2019 годах — член Комитета по конституционному законодательству и доверенное лицо для контроля за деятельностью Национального пенсионного фонда (Kela), в 2015—2017 годах — член Комитета по трудовой жизни и равенству. 
В 2016—2017 годах — второй заместитель председателя парламентской фракции. В июне 2017 года на партийном съезде в Йювяскюля баллотировалась в председатели партии, получила 60 голосов. Председателем избран Юсси Халла-ахо. За его избранием последовал распад парламентской фракции. 20 депутатов во главе с Сампо Терхо вышли из фракции и создали фракцию «Новая альтернатива». Мери избрана новым председателем парламентской фракции, сменила Тойми Канкаанниеми, объявившего об уходе с поста после распада фракции. Занимала пост до 2019 года.
Переизбрана по результатам парламентских выборов 2019 года, набрав 9807 голосов. В 2019—2023 годах — председатель Комитета по правовым вопросам и член президиума парламента, член наблюдательного совета Yle, в 2020—2023 годах — член Государственного суда Переизбрана по результатам парламентских выборов 2023 года, набрав 6215 голосов.
14 августа 2021 года на съезде партии в Сейняйоки Мери избрана первым заместителем председателя партии.
20 июня 2023 года назначена министром юстиции Финляндии в правительстве под руководством премьер-министра Петтери Орпо.

## Личная жизнь
Живёт в Хювинкяа. Является любительницей животных. Стала хозяйкой двум бездомным собакам. Владеет долей финской лошади.